# Камбурово
Камбурово (болг. Камбурово) — село в Болгарии. Находится в Тырговиштской области, входит в общину Омуртаг. Население составляет 1341 человек (2022).

## Политическая ситуация
В местном кметстве Камбурово, в состав которого входит Камбурово, должность кмета (старосты) исполняет Юбейдет Исмаилов Исмаилов (независимый) по результатам выборов правления кметства.
Кмет (мэр) общины Омуртаг — Неждет Джевдет Шабан Движение за права и свободы (ДПС)) по результатам выборов в правление общины.